# Línea 413 (Interurbanos Madrid)
La línea 413 de la red de autobuses interurbanos de Madrid une la estación de Pinto con San Martín de la Vega.

## Características
La línea se inauguró el 2 de abril de 2012 en sustitución de la antigua línea C-3a de cercanías, la cual fue suspendida debida a su baja demanda. El objetivo principal de esta línea es unir a los vecinos de San Martín de la Vega con el Parque Warner y la estación de tren de Pinto.
Algunas expediciones finalizan o inician recorrido en el Parque Warner desde o hasta Pinto, sin llegar a San Martín de la Vega. Así mismo, en verano, el último servicio del día va procedente del Parque Warner y continúa a Madrid en vez de finalizar recorrido en Pinto.
Está operada por La Veloz mediante la concesión administrativa VCM-301 - Madrid – Valdelaguna – San Martín de la Vega (Viajeros Comunidad de Madrid) del CRTM.

## Horarios
| PARQUE WARNER CERRADO                                         |
| Lunes a viernes laborables                                    |
| A 5:45 - 6:45 - 7:45 - 8:50 - 9:50 - 11:10                    |
| 12:50 - 14:15 - 15:30 - 18:15 - 19:30 - 20:45                 |
| Sábados laborables, domingos y festivos                       |
| A 8:50 - 9:50 - 11:10 - 12:50 - 14:15 - 15:30                 |
| 18:15 - 19:30 - 20:45 - 22:15                                 |
| PARQUE WARNER ABIERTO                                         |
| Lunes a viernes laborables                                    |
| A 5:45 - 6:45 - 7:45 - 8:50 - 9:50 - 10:30 - 11:10            |
| 11:30 - 12:00 - 12:30 - 12:50 - 13:30 - 14:15 - 15:30 - 16:30 |
| 17:30 - 18:15 - 19:30 - 20:45 - 22:15 - 23:50                 |
| Sábados laborables, domingos y festivos                       |
| A 8:50 - 9:50 - 10:30 - 11:10                                 |
| 11:30 - 12:30 - 12:50 - 13:30 - 14:15 - 15:30- 16:30          |
| 17:30 - 18:15 - 19:30 - 20:45 - 22:15 - 23:50                 |

| PARQUE WARNER CERRADO                                      |
| Lunes a viernes laborables                                 |
| A 5:10 - 6:15 - 7:15 - 8:15 - 9:20 - 10:40                 |
| 12:00 - 13:30 - 15:00 - 17:30 - 18:45 - 20:00              |
| Sábados laborables, domingos y festivos                    |
| A 8:15 - 9:20 - 10:40 - 12:00 - 13:30 - 15:00              |
| 17:30 - 18:45 - 20:00 - 21:30                              |
| PARQUE WARNER ABIERTO                                      |
| Lunes a viernes laborables                                 |
| A 5:10 - 6:15 - 7:15 - 8:15 - 9:20 - 10:40 - 12:00 - 13:30 |
| 15:00 - 17:00 - 17:30 - 18:15 - 18:45 - 19:15 - 20:00      |
| 20:15 - 21:15 - 21:30 - 22:15 - 23:00 - 23:15 - 0:15       |
| Sábados laborables, domingos y festivos                    |
| A 8:15 - 9:20 - 10:40 - 12:00 - 13:30                      |
| 15:00 - 17:00 - 17:30 - 18:15 - 18:45 - 19:15 - 20:00      |
| 20:15 - 21:15 - 21:30 - 22:15 - 23:00 - 23:15 - 0:15       |

## Recorrido y paradas

### Sentido Parque Warner / San Martín de la Vega
| Código | Parada                                       | Común con                 | Conexión con Cercanías | Municipio             | Zona |
| --- | -------------------------------------------- | ------------------------- | ---------------------- | --------------------- | ---- |
| 15809 | Ferrocarril - Estación de Pinto              | 1A                        | Pinto                  | Pinto                 |      |
| Las expediciones que no finalizan su recorrido en el Parque Warner realizan la siguiente parada:            |                                              |                           |                        |                       |      |
| 08057 | Pinto - Guardia Civil                        | 412 414 426 VAC-231       |                        | Pinto                 |      |
| Las expediciones que pasan por el Parque Warner o finalizan su recorrido allí realizan la siguiente parada: |                                              |                           |                        |                       |      |
| 20329 | Parque de Ocio                               | 412 414                   |                        | San Martín de la Vega |      |
| Paradas del itinerario normal                                                                               |                                              |                           |                        |                       |      |
| 08007 | Av. Doctor M. Jarabo - Villamontaña          | 410 412 416 N403          |                        | San Martín de la Vega |      |
| 12589 | San Cristóbal - Urb. Ciudad de Sevilla       | 410 412 416 1 i1 N403     |                        | San Martín de la Vega |      |
| 12590 | Santa Mónica - Urb. Santa Elena              | 410 412 416 1 i1 N403     |                        | San Martín de la Vega |      |
| 20763 | Residencia Santa Elena - Comunidad de Madrid | 410 412 416 1 i1 N403     |                        | San Martín de la Vega |      |
| 15552 | Av. Doctor M. Jarabo - La Cañada             | 410 412 416 1 i1 N403     |                        | San Martín de la Vega |      |
| 08009 | Av. Doctor M. Jarabo - Parque V Centenario   | 410 412 416 1 i1 N403     |                        | San Martín de la Vega |      |
| 20322 | Av. Doctor M.Jarabo - La Cristalera          | 410 412 416 N403          |                        | San Martín de la Vega |      |
| 08014 | Av. Alcalde A.Chapado - San Isidro           | 410 412 415 416 1 i1 N403 |                        | San Martín de la Vega |      |
| 12842 | Av. Alcalde A.Chapado - El Quiñón            | 410 412 415 416 1 i1 N403 |                        | San Martín de la Vega |      |

### Sentido Pinto
| Código | Parada                                 | Común con               | Conexiones con Metro y Cercanías | Municipio             | Zona |
| --- | -------------------------------------- | ----------------------- | -------------------------------- | --------------------- | ---- |
| 12842 | Av. Alcalde A. Chapado - El Quiñón     | 412 416 1 i1 N403       |                                  | San Martín de la Vega |      |
| 08015 | Pza. Cervantes - Alcalde A. Chapado    | 410 412 415 416 i1 N403 |                                  | San Martín de la Vega |      |
| 08011 | Pza. Miguel Unamuno - La Cristalera    | 410 412 416 N403        |                                  | San Martín de la Vega |      |
| 08010 | Av. Doctor M. Jarabo - Fray Bartolomé  | 410 412 416 1 i1 N403   |                                  | San Martín de la Vega |      |
| 12266 | Av. Doctor M. Jarabo - La Cañada       | 410 412 416 1 i1 N403   |                                  | San Martín de la Vega |      |
| 20727 | Res. Santa Elena - Comunidad de Madrid | 410 412 416 1 i1 N403   |                                  | San Martín de la Vega |      |
| 08019 | Santa Mónica - Urb. Santa Elena        | 410 412 416 1 i1 N403   |                                  | San Martín de la Vega |      |
| 08012 | San Cristóbal - Urb. Santa Elena       | 410 412 416 1 i1 N403   |                                  | San Martín de la Vega |      |
| 08008 | Av. Doctor M. Jarabo - Villamontaña    | 410 412 416 1 i1 N403   |                                  | San Martín de la Vega |      |
| Las expediciones que pasan por el Parque Warner o empiezan su recorrido allí realizan la siguiente parada           |                                        |                         |                                  |                       |      |
| 20515 | Parque de Ocio                         |                         |                                  | San Martín de la Vega |      |
| Paradas del itinerario normal                                                                                       |                                        |                         |                                  |                       |      |
| 15809 | Ferrocarril - Estación de Pinto        | 1A                      | Pinto                            | Pinto                 |      |
| El último servicio del día (solo julio y agosto) finaliza su recorrido en esta parada, procedente del Parque Warner |                                        |                         |                                  |                       |      |
| 16732 | Av. Andalucía - Villaverde Bajo Cruce  | 412 414 415 427 432     | Villaverde Bajo - Cruce          | Madrid                |      |